# Площадь Киевского Вокзала
Пло́щадь Ки́евского Вокза́ла (до 1934 года Бря́нская Вокза́льная пло́щадь либо до 1938 года — Ки́евская пло́щадь, до 1934 года — пло́щадь Бря́нского Вокза́ла) — площадь в Западном административном округе города Москвы на территории района Дорогомилово.

## История
Площадь ранее носила название Бря́нская Вокза́льная пло́щадь (по другим данным — пло́щадь Бря́нского Вокза́ла), а в 1934 году получила современное название (по другим данным — в 1934 году была переименована в Ки́евскую пло́щадь, а в 1938 году получила современное название). И современное, и исторические названия даны по прилеганию к Киевскому вокзалу, до 1934 года называвшемуся Брянским.

## Расположение
Площадь Киевского Вокзала ограничена с севера Большой Дорогомиловской улицей, с востока — Бережковской набережной, с юго-востока — площадью Евразии, с юга — Киевским вокзалом, с запада — 1-м Брянским переулком и 2-м Брянским переулком. В западной части площади занимает торгово-развлекательный центр «Европейский», в восточной Бородинский сквер.

## Примечательные здания и сооружения
По нечётной стороне:
- № 1 — Киевский вокзал.

По чётной стороне:
- № 2 — торгово-развлекательный центр «Европейский» (2004—2006, архитекторы В. Шескин, В. Шац, Ю. П. Платонов)[4][5].

## Транспорт

### Автобус
На площади расположены остановки «Киевский вокзал» автобусов № 91к, 119, 157, 320, 454, 474, 477, 840 и электробусов № м17, т34, 91к, 205, 266, 297, 791.

### Метро
- Станции метро «Киевская» Арбатско-Покровской линии, «Киевская» Кольцевой линии, «Киевская» Филёвской линии (соединены переходами) — на площади Киевского Вокзала.

### Железнодорожный транспорт
- Киевский вокзал (пассажирский терминал станции Москва-Пассажирская-Киевская Киевского направления Московской железной дороги) — на площади Киевского Вокзала.